# Galloisiana
Galloisiana (лат.) — род тараканосверчков из семейства Grylloblattidae (подотряд Grylloblattodea). Дальний Восток России. Япония, Китай, Корея. Известно около 10 видов.

## Распространение и экология
Восточная Азия: Китай, Корея, Россия, Япония. В Японии виды Galloisiana предпочитают скалистые участки и прохладную, влажную среду, где их часто можно встретить возле ручьев (часто под камнями) в хорошо развитых лесах. В отличие от североамериканских видов Grylloblatta, они не кормятся на снежных полях. Наиболее многочисленны они в горных районах в центральной части Хонсю. В центральной части Хонсю образцы Galloisiana были собраны в горах и горных хребтах. Дальний Восток России на юге Приморского края.

## Описание
Длина 2—3 см. Тело буровато-рыжее, узкое. Усики длинные, 37—48-члениковые. Церки 7—9-члениковые, последний членик на вершине простой.
Виды Galloisiana — падальщики широкого профиля, питающиеся как растительными, так и животными материалами.

## Систематика
Известно около 10 видов. Род был впервые описан в 1924 году американскими энтомологами Andrew Nelson Caudell (1872—1936) и Joseph Lyonel King (1888—1952) под названием Galloisia Caudell & King, 1924 по типовому виду Galloisiana nipponensis, обнаруженному в 1922 году вторым автором в Японии. Однако родовое имя оказалось занято сходным именем жука и поэтому заменено на современное Galloisiana. Название происходит от фамилии французского консула в Корее Эдме Галлуа (Edme Gallois), коллектора японских насекомых, у которого гостил Джозеф Кинг, один авторов открытия (J. L. King) и который рассказал ему про необычное насекомое виденное им во время экскурсии в Японию.
- Galloisiana chujoi Gurney, 1961 — Япония: Oninoiwaya Cave[8]
- Galloisiana kiyosawai Asahina, 1959 — Япония, Хонсю: Hirayu-Onsen[9]
- Galloisiana kosuensis Namkung, 1974 — Южная Корея: Gosu Cave
- Galloisiana nipponensis (Caudell & King, 1924) typus — Япония, Хонсю: Lake Chūzenji
- Galloisiana notabilis (Silvestri, 1927) — Япония: Nagasaki
- Galloisiana odaesanensis Kim & Lee, 2007 — Южная Корея: Mount Odae
- Galloisiana olgae Vrsansky & Storozhenko, 2001 — Россия: Приморский край, Ольгинский хребет, около села Ольга[10]
- Galloisiana sinensis Wang, 1987 — Китай: Paektu Mountain
- Galloisiana sofiae Szeptycki, 1987 — Южная Корея: Mount Myoyang
- Galloisiana ussuriensis Storozhenko, 1988 — Россия: Приморский край
- Galloisiana yezoensis Asahina, 1961 — Япония: Miyazaki-Toge
- Galloisiana yuasai Asahina, 1959 — Япония, Хонсю: Tokugo-Toge[9]